# Odontodynerus romanoffi
Odontodynerus romanoffi är en stekelart som först beskrevs av Dusmet.  Odontodynerus romanoffi ingår i släktet Odontodynerus och familjen Eumenidae. Inga underarter finns listade i Catalogue of Life.